# 克里瓦魯達 (格洛比諾區)
49°29′53″N 32°48′35″E / 49.49806°N 32.80972°E
克里瓦魯達（烏克蘭語：Крива Руда），是烏克蘭中部的村莊，隸屬波爾塔瓦州的克雷門丘克區。該村處於克里瓦魯達河右岸，面積0.143平方公里，海拔高度91米，1986年人口20。